# Ікун-Ішар
Ікун-Ішар (д/н — бл. 2320 до н. е.) — 10-й енсі-гал (верховний володар) Другого царства Марі близько 2330—2320 року до н. е. — за середньою хронологією, (за короткою хронологією — 2230—2213 до н. е.)

## Життєпис
Спадкував Енна-Дагану. Спочатку намагався організувати союз, спрямований проти Ебли, проте зазнав невдачі. Також є згадки про збройні сутички або навіть кампанії Марі проти Ебли. Зрештою вимушен був відмовитися від відкритого протистояння з малікумами. Тому зосередив увагу на зміцнення внутрішнього становища. Водночас підбурював еблаїтських васалів проти малікума Ішар-Даму. Найзначущих серед них було повстання првителі Армі, яке втім було придушено.
Відомо, що Ікун-Ішар помер в один рік з Ішар-Даму. Спадкував трон Марі Хіда'ар.